# Eucyclops pectinifer
Eucyclops pectinifer – gatunek widłonoga z rodziny Cyclopidae. Opisał go w 1883 roku amerykański zoolog i geolog Francis Whittemore Cragin (1858–1937), nadając mu nazwę Cyclops pectinifer.